# Aric Wilmunder
Aric Wilmunder és un dissenyador de videojocs, programador i músic estatunidenc, més conegut pel seu treball en diversos jocs d'aventures i d'acció clàssics de LucasArts, incloent-hi Maniac Mansion, i com cocreador del llenguatge script SCUMM. En l'actualitat, és membre de la banda de bluegrass 27 Strings, on toca el fiddle.